# Carl Joseph Anton Mittermaier

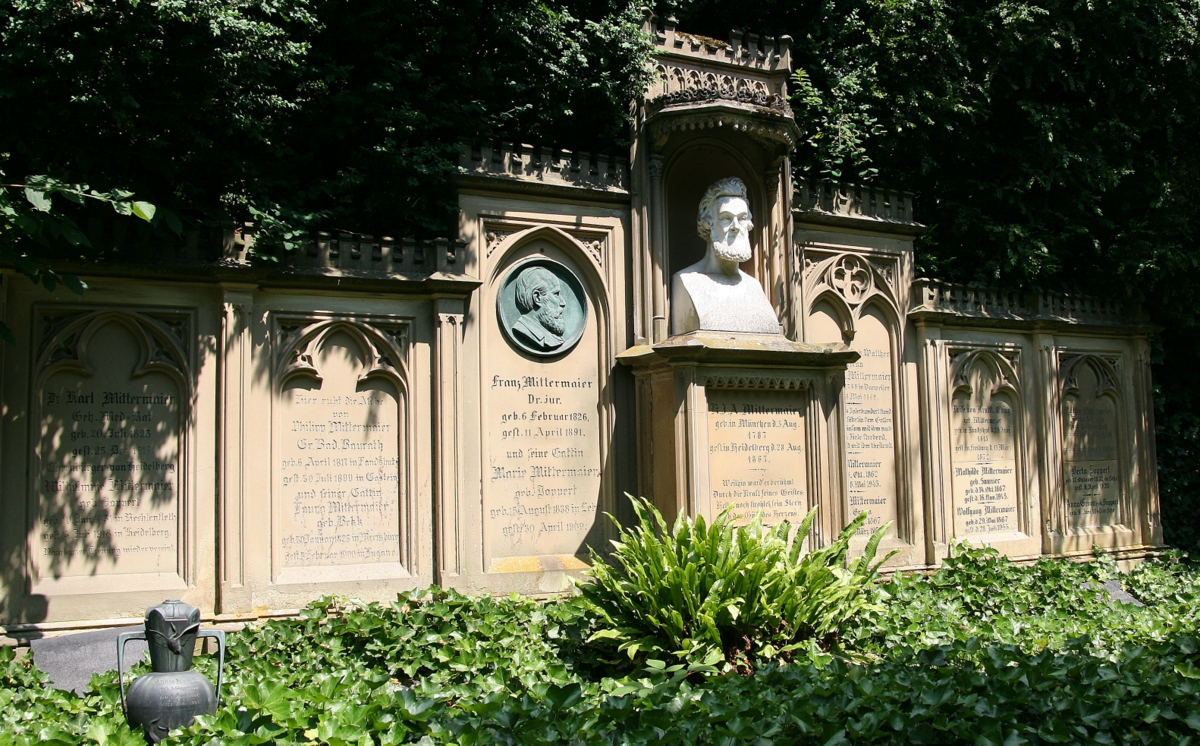
Mittermaier sírja Heidelbergben

Carl Joseph Anton Mittermaier (München, 1787, augusztus 5. – Heidelberg, 1867. augusztus 28.) német jogász, publicista, politikus.

## Élete
Mittermaier jogtudományt tanult Landshutban, majd a heidelbergi egyetemen szerzett diplomát.
Előbb házitanítóként és magántanárként dolgozott, majd 1811-ben Landshutban a jogtudomány professzora és bajor udvari tanácsos lett. 1819-ben a bonni egyetemre, 1821-ben Heidelbergbe került át. Több tanulmányi utat tett és számos jogi és politikai kiadvány szerkesztőjeként tevékenykedett. Karl Mathyval és Friedrich Daniel Bassermannnal megalapította a Deutsche Zeitungot és közreműködött a Rotteck-Welckersches Staatslexikon munkáiban.
Kezdettől fogva központi alakja volt a délnémet liberális mozgalomnak. 1829-től a badeni törvényalkotó bizottság tagja, 1831 és 1840, valamint 1846 és 1849 között a badeni küldöttgyűlés második kamarájának tagja volt, az idő legnagyobb részében a parlament elnöke is. Részt vett a weinheimi sajtóünnepen és az 1848-as heidelbergi gyűlésen. 1848. május 18 és 1849. május 30. között a frankfurti parlament tagja volt.
Mittermaier számos díszdoktori címet kapott és több európai és amerikai tudományos társaság tagja volt. 1836-ban Heidelberg városa díszpolgárrá avatta.

## Fordítás
Ez a szócikk részben vagy egészben a Carl Mittermaier című német Wikipédia-szócikk ezen változatának fordításán alapul.  Az eredeti cikk szerkesztőit annak laptörténete sorolja fel. Ez a jelzés csupán a megfogalmazás eredetét és a szerzői jogokat jelzi, nem szolgál a cikkben szereplő információk forrásmegjelöléseként.

## A német cikk forrásai
- Briefe deutscher und Schweizer Germanisten an Karl Josef Anton Mittermaier, hrsg. von Lieselotte Jelowik, Frankfurt am Main 2001, ISBN 978-3-465-03152-9
- Briefe deutscher Strafrechtler an Karl Josef Anton Mittermaier 1832–1866, hrsg. von Lieselotte Jelowik, Frankfurt am Main 2005, ISBN 978-3-465-03416-2
- Briefe von Mitgliedern der badischen Gesetzgebungskommissionen an Karl Josef Anton Mittermaier, hrsg. von Dorothee Mußgnug, Frankfurt am Main 2002, ISBN 978-3-465-03204-5
- Briefwechsel Karl Josef Anton Mittermaier – Hermann Fitting, hrsg. von Lieselotte Jelowik, Frankfurt am Main 2000, ISBN 978-3-465-03078-2
- Briefwechsel Karl Josef Anton Mittermaier – Robert von Mohl, hrsg. von Dorothee Mußgnug, Frankfurt am Main 2005, ISBN 978-3-465-03402-5
- Briefwechsel Karl Josef Anton Mittermaier – Rudolf von Gneist, hrsg. von Erich J. Hahn, Frankfurt am Main 2000, ISBN 978-3-465-03076-8
- Briefe Theodor Goltdammers an Karl Josef Anton Mittermaier, hrsg. von Dorothee Mußgnug, Frankfurt am Main 2007, ISBN 978-3-465-04046-0
- Luigi Nuzzo: Bibliographie der Werke Karl Josef Anton Mittermaiers, Frankfurt am Main 2004, ISBN 978-3-465-03351-6
- Lars Hendrik Riemer: Das Netzwerk der "Gefängnisfreunde" (1830–1872). Karl Josef Anton Mittermaiers Briefwechsel mit europäischen Stravollzugsexperten, Frankfurt am Main 2005, ISBN 978-3-465-03405-6